# Anthony Paheroo
Anthony Paheroo est un chasseur sous-marin de Polynésie française.

## Biographie
Né à Papearii (à Tahiti), le 5 septembre 1938, il s'est distingué à de nombreuses reprises à l'épreuve du décorticage de noix de coco au Tu'aro Ma'ohi du Tiurai (sports traditionnels célébrés annuellement en juillet) remportant de multiples victoires avec ses coéquipiers entre les années 1960 et 1983.
Parallèlement, il pratique la chasse sous-marine et remporte de nombreux titres au sein de l’équipe de France, de Tahiti ou en individuel. Il fait partie de ces hommes qui ont marqué à jamais le monde du sport tahitien et qui l’ont fait rayonner à l’étranger.

## Palmarès
- Vice-champion du monde par équipes en 1969  (à Lipari, Îles Éoliennes (Sicile)) (avec Jean-Baptiste Esclapez..) ;
- Champion d'Océanie (Jeux du Pacifique) par équipes en 1987 (à Noumea) ;
- Champion de Polynésie (Jeux de Polynésie) en  1976 ;
- 3e du championnat d'Océanie (Jeux du Pacifique) individuel en 1987 (à Nouméa) ;
- 4e du championnat du monde individuel en 1969 (à Lipari, Îles Éoliennes (Sicile)).

## Palmarès détaillé
- 1969 : 1er au Championnat de Polynésie en individuel
- 1969 : 4e au Championnat du monde en individuel (en Italie)
- 1969 : 2e au Championnat du monde en équipe (en Italie)
- 1973 : 3e au Championnat de Polynésie en individuel
- 1974 : 2e au Championnat de Polynésie en individuel
- 1974 : 1er au Championnat de Polynésie en équipe (à Bora Bora)
- 1976 : 3e au Championnat de Polynésie en équipe (à Arue)
- 1976 : 1er au Championnat de Polynésie en individuel
- 1979 : 2e au Championnat de Polynésie en équipe (à Moorea)
- 1981 : 3e au Championnat de Polynésie en individuel
- 1981 : 3e au Championnat de Polynésie en équipe (à Moorea)
- 1987 : 3e au Championnat de Polynésie en individuel
- 1987 : 2e aux Jeux du Pacifique en individuel (à Nouméa)
- 1987 : Champion d'Océanie (Jeux du Pacifique par équipes à Nouméa)
- 1991 : 2e au Championnat de Tahiti et des Iles en équipe (à Rurutu)
- 1992 : 2e au Championnat OPEN de Tahiti et des Iles en individuel (à Raiatea)
- 1992 : 1er au Championnat OPEN de Tahiti et des Iles en équipe (à Raiatea)
- 1992 : 19e au Championnat du Chili en individuel
- 1993 : 3e au Championnat OPEN de Tahiti et des Iles en équipe (à Tautira)